# Грушевая (река, впадает в Сенгилеевское водохранилище)
Грушёвая — река в Ставропольском крае России. Исток реки находится в городе Ставрополе. Устье находится у Сенгилеевского озера и теряется под землёй. Поверхностный сток в озеро отсутствует. Длина реки составляет 19 км. Площадь водосборного бассейна — 63 км².
В верховье реки находится хутор Грушёвый Нижний, в низовье посёлок Садовый.

## Данные водного реестра
По данным государственного водного реестра России относится к Донскому бассейновому округу, водохозяйственный участок реки — Егорлык от Новотроицкого гидроузла и до устья, речной подбассейн реки — бассейн притоков Дона ниже впадения Северского Донца. Речной бассейн реки — Дон (российская часть бассейна).
Код водного объекта — 05010500612107000016799.